# Wolfgang Gropper
Wolfgang Gropper (* 15. Juni 1944 in Prien am Chiemsee; † 15. Mai 2016 in Aschau im Chiemgau) war ein deutscher Schauspieler, Theaterregisseur und Intendant. 

## Leben
Der studierte Volljurist und Schauspieler wurde 1983 zum Oberspielleiter des Schauspiels am Staatstheater Hannover ernannt. Von 1991 bis 1996 war er Generalintendant der Vereinigten Städtischen Bühnen Krefeld und Mönchengladbach, von 1997 bis 2010 des Staatstheaters Braunschweig. Der ausgebildete Schauspieler verkörperte die Rolle des Vorlauten, Frechen, Hinterhältigen, Petzenden. Seit 2010 arbeitete er als freischaffender Regisseur und Herausgeber.

## Filmografie
- 1979: Der Ruepp, Literaturverfilmung nach Ludwig Thoma
- 1979: Fast wia im richtigen Leben, Fernsehserie
- 1983: Kehraus
- 1985: Tatort – Schicki-Micki, Fernsehkriminalreihe

## Theater (Auszug)
- Münchner Kammerspiele
- Gärtnerplatz-Theater München
- Münchner Volkstheater
- Universidad Catolica, Santiago de Chile
- Vereinigte Städtische Bühnen Krefeld und Mönchengladbach
- Saarländisches Staatstheater Saarbrücken
- Staatstheater Hannover
- Staatstheater Braunschweig